# 勋章饰孔螺
勋章饰孔螺（学名：Decorifera insignis）为拟捻螺科饰孔螺属的动物。分布于日本，包括渤海、东海、黄海等海域，属于温带性种类。其主要栖息于潮间带-潮下带水深数十米的细砂质底。